# 黛比·诺克斯
黛比·诺克斯（英語：Debbie Knox，1968年9月26日—），苏格兰女子冰壶运动员。她曾代表英国获得2002年冬季奥运会女子冰壶比赛金牌。她也参加了2006年冬季奥运会。